# Team Skælskør-Slagelse
Das Team Skælskør-Slagelse ist ein dänischer Badmintonverein aus Slagelse.

## Geschichte
Der Verein entstand am  29. Mai 2006 aus dem Zusammenschluss zweier örtlicher Badmintonvereine aus der Umgebung von Slagelse. Damit sollte der Badminton-Sport in der Region besser gefördert werden. Team Skælskør-Slagelse stieg zu einem der stärksten Vereine in der dänischen ersten Liga auf und gewann mehrere dänische Mannschafts- und Einzeltitel. 2012 und 2013 erreichte die 1. Mannschaft des Vereins das Finale des Badminton-Europapokals, musste sich dort aber jeweils dem russischen Verein NL Primorye Vladivostok geschlagen geben.